# 31 грудня
31 грудня — 365-й день року (366-й у високосні роки) в григоріанському календарі. Останній день календарного року. Один з двох днів року, в які може бути додана високосна секунда (інший такий день — 30 червня).

## Свята і пам'ятні дні

### Міжнародні
- Переддень Нового року.

### Національні
- Україна: Щедрий вечір (Маланка).
- Азербайджан: День солідарності азербайджанців всього світу.
- США: Кванзаа (шостий день).

### Релігійні

#### Західне християнство
- Сьомий день із Дванадцяти Днів Різдва;
- Свято Святого Сімейства;
- День Святого Сильвестра;
- Пам'ять святої Катаріни Лабуре.

#### Східне християнство[1]
- Віддання свята Різдва Христового;
- Пам'ять преподобної Меланії Римлянки;
- Пам'ять митрополита Петра Могили;
- Святителя Феофілакта, архієпископа Болгарського[2].

## Іменини
✝  Католицькі: Джиміньяно, Джованні, Катрін, Людовик, Марчелло, Сильвестр.
✙ Православні: Меланія, Петро.

## Події
- 406 — вандали, алани, свеви і інші германські племена перейшли через замерзлий Рейн в районі міст Майнца і Вормса і вторглися в римську провінцію Галлія  (пізніше - Франція).
- 1695 — у Королівстві Англія ввели податок на вікна (щоби не платити, дехто з мешканців просто заклав їх цеглою).
- 1807 — празький професор-політехнік Франтішек Йозеф Герстнер представив перший в Європі проєкт кінної залізниці (від Чеських Будейовиць до Лінца).
- 1808 — французький вчений Жозеф Луї Гей-Люссак сформулював один зі своїх газових законів.
- 1857 — указом британської королеви Вікторії столицею Канади проголошено місто Оттава.
- 1869 — британський археолог-аматор Джон Вуд на південь від Ізміра виявив на 7-метровій глибині руїни храму Артеміди, який вважався одним із семи античних чудес світу.
- 1899 — початок ефемеридного часу (року).
- 1904 — вперше масово святкували Новий рік на площі Таймс-Сквер (тоді — Лонгакр) у Нью-Йорку.
- 1938 — в Індіанаполісі вперше презентували прилад для визначення вмісту алкоголю в крові водіїв через аналіз повітря, яке ті видихали.
- 1942 — «Бій у Баренцевому морі» або «Новорічний бій» між британськими кораблями арктичного конвою JW-51B і німецькими рейдерами. Слабші британські сили (2 крейсери, 5 есмінців і кілька легкоозброєних суден) відігнали німецьку ескадру (1 лінкор, 1 важкий крейсер, 6 есмінців). Через це Адольф Гітлер відправив у відставку адмірала Редера.
- 1968 — перший у світі політ надзвукового пасажирського літака Ту-144.
- 1989 — у Києві відкрито першу ділянку (1,9 км) 3-ї (Сирецько-Печерської) лінії столичного метрополітену з трьома станціями: «Золоті ворота», «Палац спорту», «Мечникова» (нині «Кловська»).
- 1990 — у зустрічі за чемпіонську корону з шахів Гаррі Каспаров переміг Анатолія Карпова.
- 1992 — припинила існування спільна держава чехів і словаків — Чехословаччина. З 1 січня 1993 в Європі з'явилися дві нові суверенні республіки — Чеська та Словацька.
- 1999 — Борис Єльцин пішов у відставку з поста президента Російської Федерації.
- 2004 — на Тайвані офіційно відкрили хмарочос «Тайбей 101», найвищий на той час у світі — 509 м.
- 2009 — у Литві зупинили Ігналінську атомну електростанцію, що працювала з 1983 року.

## Народились
Дивись також Категорія:Народились 31 грудня
- 1378 — Альфонсо де Борджіа, згодом Папа Римський Калікст III (1455–1458).
- 1596 — Петро Могила, український політичний, церковний і освітній діяч України, святий.
- 1747 — Готфрід Август Бюргер, німецький поет, відомий баладою «Ленора» (1773).
- 1805 — Марі д'Агу (псевдонімом Даніель Стерн), французька письменниця. Дружина угорського композитора Ференца Ліста, теща німецького композитора Ріхарда Вагнера.
- 1842 — Джованні Больдіні, італійський художник доби декадансу.
- 1858 — Вінцас Кудірка (Vincas Kudirka), автор литовського національного гімну (Tautiška giesmė).
- 1869 — Анрі Матісс (Henri Matisse), французький художник.
- 1880 — Джордж Маршалл, американський генерал, голова об'єднаного штабу союзників у роки 2-ї Світової війни, держсекретар США; розробив програму економічного відродження післявоєнної Європи («план Маршалла»).
- 1892 — Михайль Семенко, український поет, основоположник українського футуризму (панфутуризму).
- 1937 — Ентоні Гопкінс, британський і американський актор, лауреат премій «Оскар» і BAFTA.
- 1948 — Донна Саммер, одна з найвідоміших американських співачок 1970-х років, лауреатка 5 премій «Греммі».
- 1965 — Ґун Лі, китайська акторка.
- 1984 — Кетрін Брітт, австралійська кантрі-співачка.
- 1987 — Емілі Ле Пеннек, французька гімнастка, олімпійська чемпіонка.
- 1990 — Патрік Чен, канадський фігурист, чемпіон світу.
- 1995 — Геббі Дуглас, американська гімнастка, олімпійська чемпіонка.

## Померли
Дивись також Категорія:Померли 31 грудня
- 1679 — Джованні Альфонсо Бореллі, італійський фізіолог, фізик, астроном і математик.
- 1877 — Гюстав Курбе, французький живописець, скульптор, графік.
- 1911 — Григорій Мясоєдов, український і російський живописець.
- 1917 — Федеріко Дзандоменегі, італійській художник, представник імпресіонізму. Син італійського скульптора П'єтро Дзандоменегі.
- 1931 — Ясинський Ієронім Ієронімович, письменник, перекладач, літературний критик українського походження.
- 1936 — Мігель де Унамуно, іспанський філософ, письменник, громадський діяч.
- 1991 — Бєлов Юрій Андрійович, радянський актор. Знявся у таких фільмах як: «Карнавальна ніч», «Королева бензоколонки», «Непіддатливі» та ін.
- 1993 — Звіад Гамсахурдіа, письменник, учений, дисидент, перший Президент Грузії (1991—1992).
- 1999 — Соломія Павличко, письменниця, публіцистка, автор праць з історії фемінізму, дочка Д. Павличка.
- 2004 — Олег Приходнюк, український археолог, доктор історичних наук, лавреат Державної премії України в галузі науки і техніки.
- 2016 — Марія Харченко, українська співачка та акторка театру, Народна артистка України.
- 2020 — Робер Оссейн, французький кіноактор, театральний режисер.
- 2022 — Бенедикт XVI, 265-й Папа Римський.